# Uwe Kitzinger
Uwe W. Kitzinger CBE (* 12. April 1928 in Nürnberg; † 16. Mai 2023) war ein britischer Politikwissenschaftler und Hochschullehrer.

## Leben und Wirken
Uwe Kitzinger kam mit seinen Eltern im Jahre 1939 als Flüchtling aus Nürnberg nach Großbritannien. Nach seinem Schulbesuch studierte er an der Universität Oxford (Balliol College bzw. New College) Philosophie, Politik und Wirtschaftswissenschaft und erwarb 1953 hier den Magistergrad. Ein weiterer Abschluss (Bachelor of Letters) folgte 1956. Von 1951 bis 1958 arbeitete er als Wirtschaftswissenschaftler beim Europarat in Straßburg. Seit 1956 war er außerdem als Forscher, später auch als Hochschullehrer am Nuffield College der Universität Oxford tätig. Er beschäftigte sich in seinen Veröffentlichungen, Vorträgen und Gastdozenturen vor allem mit der Europäischen Integration bzw. der Europäischen Union und Großbritanniens Rolle darin. Kitzinger war ein entschiedener Befürworter der britischen EU-Mitgliedschaft. Von 1973 bis 1975 war Kitzinger politischer Berater von Christopher Soames, dem britischen Vizepräsidenten der Europäischen Kommission. Von 1976 bis 1980 lehrte er an der INSEAD, einer privaten Wirtschaftshochschule im französischen Fontainebleau. Im Jahre 1980 erwarb Kitzinger an der Universität Oxford den Grad eines „Master of Letters“. Von 1984 bis 1991 war er Präsident des Templeton College in Oxford. Außerdem wirkte er in vielen in- und ausländischen Fachgremien als Mitglied bzw. Berater mit.
Gastprofessuren führten Kitzinger an die University of the West Indies (1964 bis 1965), die Harvard University (1969 bis 1970, 1993 bis 2003) sowie die Universität Paris (1970 bis 1973). Im Jahre 1980 wurde er zum Commander des Order of the British Empire (CBE). ernannt.
Uwe Kitzinger war seit 1952 mit der britischen Sozialanthropologin Sheila Kitzinger verheiratet.

## Veröffentlichungen (Auswahl)
- The economics of the Saar question. 2. Aufl. Nuffield College, Oxford 1959.

- German electoral politics. A study of the 1957 campaign. Clarendon Press, Oxford 1960 (eine gekürzte Ausgabe erschien in deutscher Sprache u.d.T.: Wahlkampf in Westdeutschland. Eine Analyse der Bundestagswahl 1957. Vandenhoeck & Ruprecht, Göttingen 1960).
- The Austrian election of 1959. In: Political studies, Bd. 9 (1961), S. 119–140.
- Für und wider den Beitritt Großbritanniens zur EWG. In: Europa-Archiv, Bd. 16 (1961), S. 379–390 u. S. 531–542.
- The challenge of the Common Market. 4. Aufl. Blackwell, Oxford 1962.
- The Politics and economics of European Integration. Britain, Europe, and the United States. Praeger, New York 1963 (2. erw. Aufl. 1964).
- Großbritannien, das Commonwealth und Europa. Niedersächsische Landeszentrale für Politische Bildung, Hannover 1963.
- Britain, Europe and beyond. Essays in European politics (= European aspects, Series C, Bd. 16). Sythoff, Leyden 1964.
- (Hrsg.): The European common market and community. Routledge, London 1967.
- Britain's crisis of identity. In: Journal of common market studies, Bd. 6 (1968), S. 334–358.
- Großbritannien und Europa, 1968. In: Hamburger Jahrbuch für Wirtschafts- und Gesellschaftspolitik, Bd. 13 (1968), S. 45–60.
- The second try. Labour and the EEC. Pergamon Press, Oxford 1968, ISBN 0-08-012960-9.
- Problems of a European political economy. In: Steven J. Warnecke (Hrsg.): The European Community in the 1970's. Praeger, New York 1972, S. 29–52, ISBN
- Diplomacy and persuasion. How Britain joined the common market. Thames and Hudson, London 1973, ISBN 0-500-01080-3.
- (mit David Butler): The 1975 referendum. Macmillan, London 1976, ISBN 0-333-19708-9.
- (mit David Butler): The 1977 referendum. Macmillan, Basingstoke 1999, ISBN 0-333-77874-X.